# شیر موس

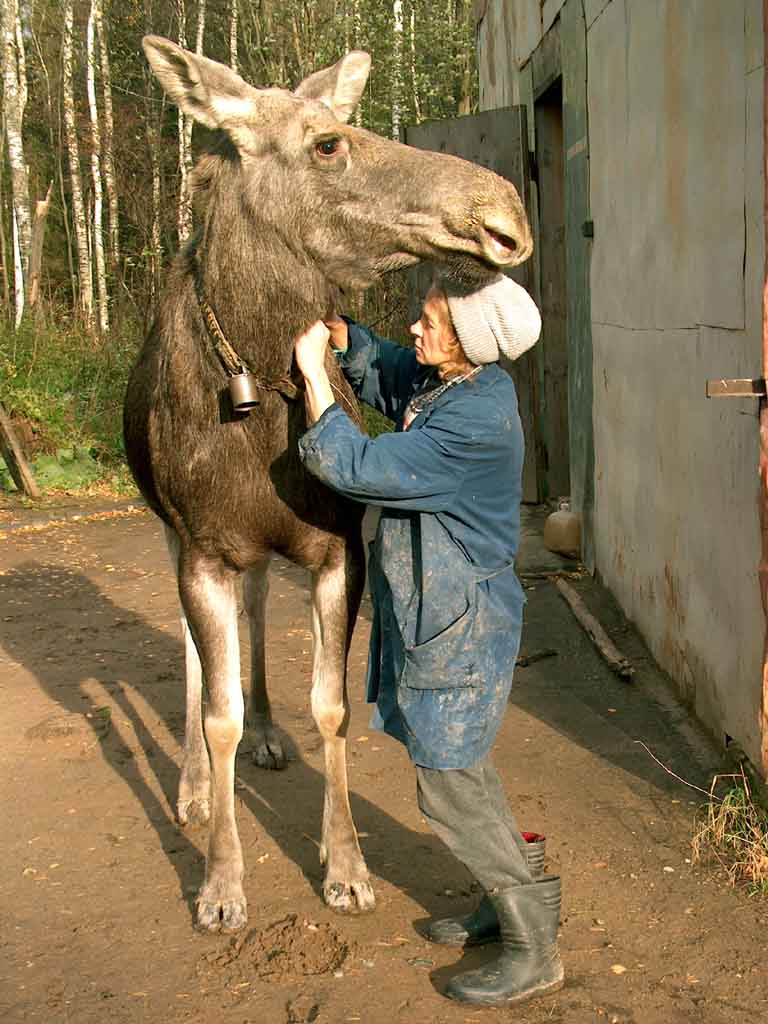
یک شیر دوش در مزرعه گوزن‌های کوستروما در استان کوستروما ، روسیه برای شیر دادن یک گوزن آماده می‌شود.

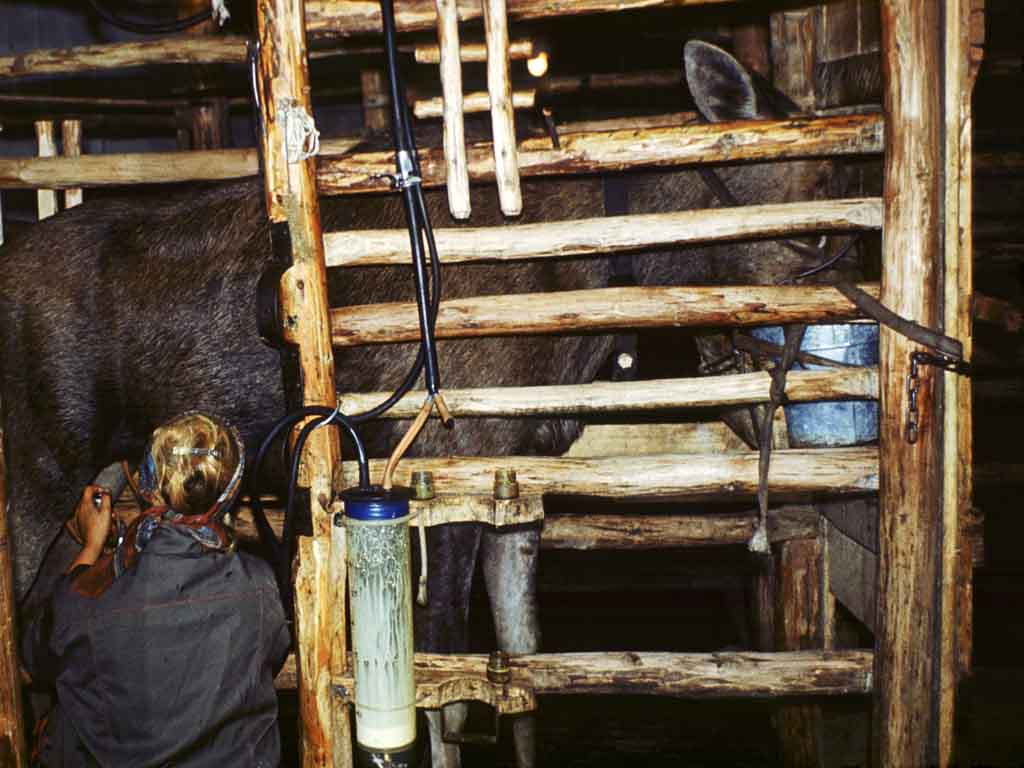
جمع آوری شیر گوزن در مزرعه گوزن کوستروما در روسیه

شیر موس که به عنوان شیر گوزن نیز شناخته می شود، به شیر تولید شده توسط موس ( Alces alces ) اشاره دارد. اگرچه بیشتر توسط گوساله های موس مصرف می شود، اما تولید آن در روسیه و سوئد تجاری شده است.

## محتوای غذایی
شیر گوزن شمالی دارای چربی کره‌ای بالایی (۱۰٪) و مواد جامد (۲۱.۵٪) است، بر اساس داده‌های جمع‌آوری شده از گوزن‌های شمالی روسی؛ تحقیقات در مورد شیر گوزن‌های آمریکایی در مرحله پیشرفته‌تری نسبت به روسیه نیست، اما به نظر می‌رسد که گوزن‌های آمریکایی غلظت‌های بالاتری از مواد جامد در شیر خود دارند. گوزن‌های شمالی بین ماه‌های ژوئن و اوت شیر می‌دهند؛ با توجه به تأمین خوب علوفه با کیفیت بالا، غلظت‌های مواد مغذی و چربی در شیر معمولاً در طول بیست و پنج روز اول شیردهی که به عنوان دوره اوج در نظر گرفته می‌شود، افزایش می‌یابد؛ غلظت‌های مواد مغذی، چربی و عناصر معدنی برای بقیه دوره شیردهی کاهش می‌یابد. با این حال، در مقایسه با شیر گاو، شیر گوزن شمالی هنوز دارای سطوح بالاتری از آلومینیوم، آهن، سلنیوم و روی است.

## دامداری و فروش
شیر گوزن شمالی به طور تجاری در روسیه پرورش داده می‌شود؛ یک ساناتوریوم به نام ساناتوریوم ایوان سوزانین حتی شیر گوزن را به ساکنان خود ارائه می‌دهد با این باور که به آن‌ها در بهبودی از بیماری یا مدیریت بهتر بیماری‌های مزمن کمک می‌کند. برخی از محققان روسی پیشنهاد کرده‌اند که شیر گوزن می‌تواند برای پیشگیری از بیماری‌های گوارشی در کودکان به دلیل فعالیت لیزوزیم آن استفاده شود.
خانه الک ( Älgens Hus ) مزرعه ای در Bjurholm ، سوئد ، که توسط کریستر و اولا جوهانسون اداره می شود، گمان می رود که تنها تولید کننده پنیر گوزن در جهان باشد. تا تاریخ ۲۰۰۷  سه گوزن شیر تولید کننده داشت که شیر آنها تقریباً ۳۰۰ کیلوگرم (۶۶۰ پوند) پنیر در سال که حدود 1000 دلار ( ۱٬۴۱۱ فروخته می شود. )  در هر کیلوگرم.  شیر گاو گوزن مزاحم خشک می شود، بنابراین می تواند تا 2 ساعت دوشیدن در سکوت طول بکشد تا به ۲-لیتر (۰٫۵۳-گالون-آمریکایی) بازده.  الکساندر مینائف محقق روسی گوزن نیز قبلاً سعی کرده بود پنیر گوزن بسازد، اما اظهار داشت که به دلیل محتوای پروتئین بالای شیر، پنیر خیلی سریع سفت می شود. تا تاریخ ۲۰۰۷  او از هیچ تلاشی برای تهیه بستنی گوزن آگاه نبود. 

مزرعه خانه گوزن (Älgens Hus) در بیورهولوم، سوئد، که توسط کریستر و اولا یوهانسون اداره می‌شود، به عنوان تنها تولیدکننده پنیر گوزن در جهان شناخته می‌شود. تا تاریخ ۲۰۰۷، این مزرعه سه گوزن شیرده داشت که شیر آن‌ها تقریباً ۳۰۰ کیلوگرم (۶۶۰ پوند) پنیر در سال تولید می‌کرد، که به قیمت حدود ۱,۰۰۰ دلار (معادل ۱٬۴۱۱ $ در ۲۰۲۲) برای هر کیلوگرم فروخته می‌شد. شیر گوزن‌های مضطرب خشک می‌شود، بنابراین ممکن است تا ۲ ساعت دوشیدن در سکوت طول بکشد تا تمام ۲-لیتر (۰٫۵۳-گالون-آمریکایی) محصول به دست آید. محقق شیر گوزن روسی، الکساندر میناev نیز قبلاً تلاش کرده بود تا پنیر گوزن بسازد، اما او بیان کرد که به دلیل محتوای پروتئین بالای شیر، پنیر خیلی سریع سخت می‌شود. تا تاریخ ۲۰۰۷، او از هیچ تلاشی برای ساخت بستنی گوزن آگاه نبود.